# Rotten Tomatoes
Rotten Tomatoes (dobesedno slovensko: Gnili paradižniki) je ameriško spletno mesto, posvečeno razpravi o filmih, najbolj znano kot agregator recenzij filmskih kritikov, objavljenih v drugih medijih, ki po posebni formuli izračuna povprečje ocen in po tem kriteriju razvršča filme. Povprečje, ki se izraža v odstotkih, spletno mesto zaokroži v oceno »fresh« (sveže – nad 60 %) ali »rotten« (gnilo – manj kot 60 %), ki po ugotovitvah analitikov zanesljivo napoveduje finančni (ne)uspeh filma v ameriških kinematografih.
Spletno mesto je leta 1998 ustanovil in jo v prostem času upravljal Američan Senh Duong. Ime mu je dal po navadi v starih časih, ko je občinstvo »nagradilo« slab odrski nastop z obmetavanjem nastopajočih z gnilo zelenjavo. Kasneje je k sodelovanju pritegnil še kolega z Berkeleyja, s katerima je leta 2000 ustanovil podjetje za upravljanje. Podjetje je leta 2004 prevzelo internetno podjetje IGN Entertainment in ga šest let kasneje prodalo filmom posvečenemu družbenemu omrežju Flixster (tega je leta 2011 prevzelo podjetje Warner Bros., tako da je bil Rotten Tomatoes posredno v njegovi lasti). Po Flixsterjevi oceni sta imeli spletni mesti skupni doseg okrog 30 milijonov obiskovalcev mesečno. Skupaj s Flixsterjem je leta 2016 njegov večinski delež odkupilo podjetje Fandango, specializirano za prodajo kinovstopnic.